# Университет Цинхуа
Университет Цинхуа (кит. трад. 清華大學, упр. 清华大学) — один из ведущих университетов Китая; был основан в 1911 году. Входит в состав девяти элитных вузов страны «Лига С9».
Университет Цинхуа постоянно занимает первое место в Национальном рейтинге университетов КНР. Среди выпускников Университета много заметных ученых, деятелей искусства и политиков, в их числе два последних председателя КНР — Ху Цзиньтао и Си Цзиньпин. Университет также знаменит своим живописным кампусом, который построен на месте бывшего Императорского парка «Шуйму Цинхуа» в северо-западной части Пекина.

## История
После подавления восстания ихэтуаней, согласно «Заключительному протоколу» китайское правительство должно было выплатить иностранным державам большую сумму. В связи с тем, что в результате США получили даже больше, чем они требовали изначально, китайский посол в США развернул кампанию по возвращению излишне изъятых средств. В итоге в 1907 году администрация Теодора Рузвельта решила за счёт полученного излишка создать программу поддержки китайских студентов для их обучения в США. Программа начала действовать с 1909 года. Было решено организовать в Китае специальное учебное заведение для подготовки студентов, посылаемых в США по этой программе, и 22 апреля 1911 года в Бэйпине был открыт Колледж Цинхуа (кит. трад. 清華學堂, пиньинь Qīnghuá Xuétáng); он разместился в саду, принадлежавшем до революции одному из князей маньчжурской династии.
1 мая 1912 года Колледж Цинхуа был переименован в Училище Цинхуа (清华学校). К тому времени там обучалось около 500 студентов, имелось более 30 преподавателей. В октябре 1914 года было решено начать преобразование училища в полноценный университет, и с 1916 по 1920 годы были построены библиотека, спортзал и другие здания.
4 мая 1919 года студенты Училища Цинхуа вместе с другими пекинскими студентами участвовали в демонстрации протеста против решений Парижской мирной конференции.
В 1928 году вуз был официально переименован в Государственный университет Цинхуа (国立清华大学).
Когда в 1937 году началась японо-китайская война, то Университет Цинхуа, Пекинский университет и тяньцзиньский Нанькайский университет были эвакуированы в Чанша, где из трёх вузов был образован Государственный Чаншаский временный университет. В 1938 году вузу пришлось эвакуироваться из Чанша в Куньмин, он был переименован в Государственный Юго-западный объединённый университет; студенты университета служили переводчиками при эскадрилье «Летающие тигры». После войны вузы были восстановлены в местах своего довоенного расположения.
Когда в конце 1948 года во время гражданской войны коммунистические войска подошли к Бэйпину, то ректор Мэй Ици с частью профессорско-преподавательского состава эвакуировались на юг. Впоследствии они создали Национальный университет Цинхуа на Тайване.
В 1952 году университет был преобразован: юридический, сельскохозяйственный, социологический и гуманитарный факультеты были выведены из его состава и Цинхуа остался чисто техническим университетом. Университет сильно пострадал в 1964—1968 годах, во время Культурной революции, когда он стал полем боя между различными группировками хунвэйбинов. Однако к концу 1970-х университет восстановил свой многопрофильный характер. В настоящее время в большинстве рейтингов Цинхуа называется университетом номер 1 в Китае.

## Институты и факультеты
На 31 декабря 2010 года в университете Цинхуа имелось 16 институтов, в которых было 56 факультетов:
- Институт архитектуры
- Институт гражданской инженерии
- Институт механической инженерии
- Аэрокосмический институт
- Институт информационных технологий
- Институт окружающей среды
- Институт электроинженерии
- Институт инженерной физики
- Институт химической инженерии
- Институт материаловедения
- Институт естественных наук
- Институт наук о жизни
- Институт гуманитарных и социальных наук
- Институт экономики и менеджмента
- Институт обществоведения
- Институт искусств и дизайна
- Институт медицины
- Институт журналистики и СМИ
- Институт ядерных и новых технологий
- Институт физвоспитания

## НИИ и лаборатории
При университете открыты более 30 исследовательских центров и более 150 лабораторий.
- «Академия развития в 21 веке» (Development Research Academy for 21 Century of Tsinghua University)[2]
- «Институт международных исследований» (Institute of International Studies of Tsinghua University)[2]